# Тедрос Аданом Гебреїсус
Тедрос Аданом Гебреїсус (амх. ቴዎድሮስ አድሓኖም ገብረኢየሱስ; 3 березня 1965, Асмера, Ефіопія) — ефіопський державний діяч, міністр закордонних справ Ефіопії (2012-2016), Генеральний директор Всесвітньої організації охорони здоров'я (з 2017 року).

## Біографія
Народився в сім'ї інженера.
У 1986 р. закінчив бакалаврат Університету Асмери за спеціальністю «біологія» і поступив на роботу лаборантом в Міністерство охорони здоров'я Ефіопії. Після падіння в 1991 р. військового режиму Менгісту Хайле Маріама отримав можливість продовжити освіту за кордоном. У 1992 р. закінчив магістратуру Лондонського університету за фахом «імунологія інфекційних захворювань». У 2000 р. отримав ступінь доктора філософії (PhD) Ноттінгемського університету (Велика Британія) за спеціальністю «охорона здоров'я громади». Його дисертація була присвячена проблемам боротьби з малярією в ефіопському регіоні Тиграй. Вона була удостоєна звання «Молодий дослідник року» Американського товариства тропічної медицини та гігієни (2000). Проходив додаткові освітні курси в Данії і Швеції.
У 2001-2003 рр. очолював департамент охорони здоров'я регіону Тиграй. У 2003 р. був призначений заступником міністра охорони здоров'я Ефіопії.
У 2005-2012 роках — міністр охорони здоров'я Ефіопії. На цій посаді провів реформу системи охорони здоров'я країни з метою підвищення доступності медичної допомоги. У цей період було створено 3,5 тис. центрів охорони здоров'я та 16 тис. медичних пунктів, у сім разів зросла кількість працівників охорони здоров'я (з 16,5 тис. до 115 тис.), збільшилася кількість медичних освітніх установ (з трьох до 33) і кількість їх випускників (з 120 до 3 тис. лікарів щорічно). Організував надходження в галузь іноземних інвестицій, зокрема, коштом взаємодії з Фондом сім'ї Клінтон і Фондом Білла і Мелінди Гейтс. В результаті його діяльності дитяча смертність знизилася на дві третини, випадки інфікування ВІЛ — на 90 %, смертність від малярії — на 75 %, від туберкульозу — на 64 %. У 2010 р. ООН визнала Ефіопію однією з успішних країн в плані досягнення Цілей розвитку тисячоліття " (2000-2015).
У 2012-2016 роках — міністр закордонних справ Ефіопії. На цій посаді сприяв виробленню ряду регіональних ініціатив у галузі охорони здоров'я і допомоги розвитку. У 2013 р. головував у Виконавчій раді Африканського союзу (АС) і виступив ініціатором підготовки Порядку денного на період до 2063 р. — стратегічного документа, спрямованого на прискорення економічного, політичного і соціального розвитку Африки. У 2015 р. брав участь у роботі Міжнародної конференції з фінансування розвитку в Аддіс-Абебі, де сприяв подоланню розбіжностей і вироблення консенсусу щодо прийняття Плану дій в галузі сталого розвитку.
Був заступником голови 60-ї Всесвітньої асамблеї охорони здоров'я (2007; керівний орган Всесвітньої організації охорони здоров'я — ВООЗ), головою 56-ї сесії Регіонального комітету ВООЗ для країн Африки (2007), входив до складу правління Глобального альянсу з вакцин та імунізації (2008-2009), очолював організацію AIDS Watch Africa (2013).
У 2016-2017 роках — спеціальний радник прем'єр-міністра Ефіопії.
З 2017 р. — генеральний директор ВООЗ. На цій посаді запропонував п'ять ключових пріоритетів для Організації: загальне охоплення послугами охорони здоров'я; надзвичайні ситуації в галузі охорони здоров'я; здоров'я жінок, дітей і підлітків; вплив зміни клімату і навколишнього середовища на здоров'я людини; і реформована ВООЗ. Цілями реформи він окреслив завдання підвищення ефективності діяльності організації, сприяння максимальному охопленню населення світу медико-санітарними послугами, зміцнення потенціалу національних і місцевих органів влади для запобігання надзвичайних ситуацій в галузі охорони здоров'я.
Є спеціалістом з вивчення малярії. Виступав співавтором численних публікацій у ряді міжнародних наукових видань («Тропічна медицина та паразитологія», «Ланцет», «Природа», «Паразитологія»). В 2012-2014 рр. входив до складу консультативної ради Гарвардського університету «Керівна роль міністрів у програмі охорони здоров'я». Входив до складу Ради глобальних лідерів з питань репродуктивного здоров'я Інституту Аспена (США), консультативної ради Університету Аддіс-Абеба (Ефіопія).
Китай був важливим союзником Тедроса на виборах до ВООЗ в 2017 році. За деякими даними, цю посаду він обійняв в результаті підкупу. За кілька місяців до виборів Тедроса було запрошено виступити в Пекінському університеті, де він закликав посилити співпрацю між Китаєм з питань охорони здоров'я. На наступний день після перемоги на виборах Тедрос підтвердив китайським державним ЗМІ, що він і ВООЗ надалі підтримуватимуть "Єдиний Китай".

## Критика
Будучи міністром охорони здоров'я Ефіопії, звинувачувався експертним середовищем у прихованні спалахів декілька випадків холери в Ефіопії у  2006, 2009 та 2011 роках.
Під час пандемії COVID-19 Тедрос наразився на критику з боку громадськості за те, що він повільно діяв щодо подолання епідемії та за занадто тісний зв’язок з урядом Китаю (звідки виникла пандемія).

## Нагороди та звання
У 2016 р. він був нагороджений Орденом Сербського прапора.
Став першим неамериканцем — лауреатом Гуманітарної премії ім. Джиммі й Розалін Картер (США, 2001). У 2016 р. отримав нагороду міжнародної неурядової організації Women Deliver «за наполегливу діяльність» визнання його внеску в охорону здоров'я жінок. У 2012 р. обраний почесним членом Лондонської школи гігієни і тропічної медицини.